# Achig Garib (opéra)
Achig Garib (en azerbaïdjanais: Aşıq Qərib) est le premier opéra du compositeur azerbaïdjanais Zulfugar Hadjibeyov, en 1916, basé sur les motifs d'un dastan du même nom, Achik Garib. Cet opéra a été créé à Bakou, dans le théâtre de Hadji Zeynalabdin Taghiyev.
Des acteurs et chanteurs tels que Husseyngoulou Sarabski, Husseynagha Hadjibababeyov et d’autres ont interprété des pièces principales de l’opéra. Ahmad Badalbayli, connu sous le nom d’Ahmed Agdamski, Rubaba Mouradova  et d’autres acteurs ont joué le rôle de Chahsenem, le bien-aimé de Garib, à cette époque.

## Galerie

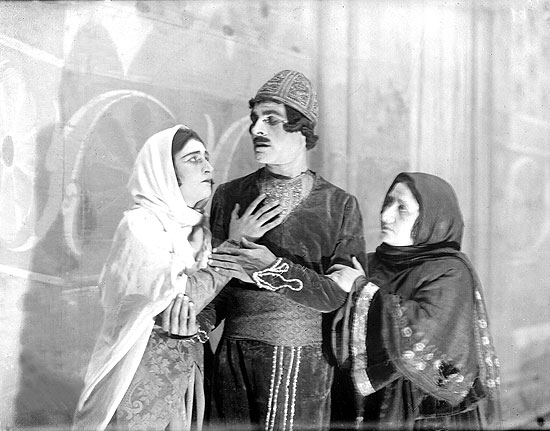
Scène de l'opéra. 1928
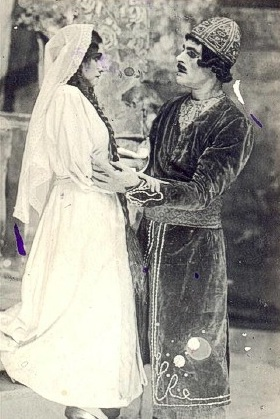
Une scène de l'opéra, H. Sarabsky dans le rôle d'Achig Garib
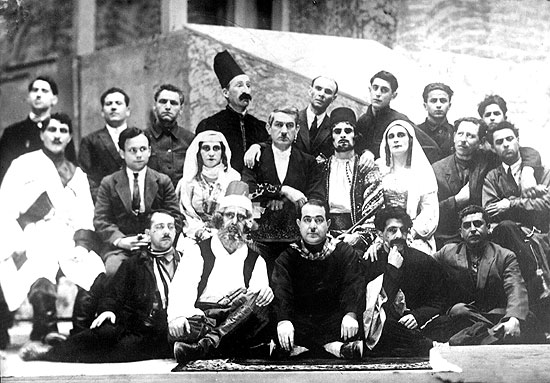
Les acteurs de l'opéra “Achig Garib”